# New York Yankees (futebol)
O New York Yankees foi um time de futebol de Nova York que jogou brevemente na American Soccer League . Eles foram formados após a fusão do Fall River F.C. e do New York Soccer Club . Embora o Yankees tenha sobrevivido por pouco tempo, eles derrotaram o clube escocês Celtic em um amistoso de prestígio e venceram a National Challenge Cup de 1931 . No entanto, devido a complicações com a fusão, seu momento de glória foi creditado ao Fall River F.C.

## História
Fall River F.C. foi originalmente um dos primeiros clubes de futebol dos Estados Unidos de maior sucesso. Porém, em 1931 eles estavam sofrendo financeiramente e Sam Mark, dono da franquia, mudou-se do clube para Nova York, na esperança de que um novo mercado fosse mais lucrativo. Uma vez lá, ele fundiu o clube com o New York Soccer Club e rebatizou-os de Yankees. O New York Soccer Club já havia jogado como New York Giants.
Antes da fusão ser finalizada, porém, o Fall River F.C. participaram da National Challenge Cup de 1931 . Após a fusão, o novo clube não pôde se registrar novamente para a competição, então eles continuaram a jogar na Challenge Cup como o Fall River F.C.. Com uma equipe formada por Billy Gonsalves e Bert Patenaude, eles venceram o Chicago Bricklayers em uma final disputada em uma série de três jogos. 
No verão de 1931, um time dos Yankees com Gonsalves, Patenaude e George Moorhouse jogou duas vezes contra o Celtic em amistosos. Em 30 de maio no Fenway Park, Gonsalves marcou um hat-trick na vitória dos Yankees por 4 a 3. No entanto, em 28 de junho no Yankee Stadium, o Celtic vingou a derrota e venceu por 4-1.  A mudança para Nova York não foi um sucesso financeiro e, no outono de 1931, Sam Mark mudou sua equipe mais uma vez, desta vez para New Bedford, Massachusetts, onde se tornaram New Bedford Whalers . 